# Chapelle Saint-Pierre

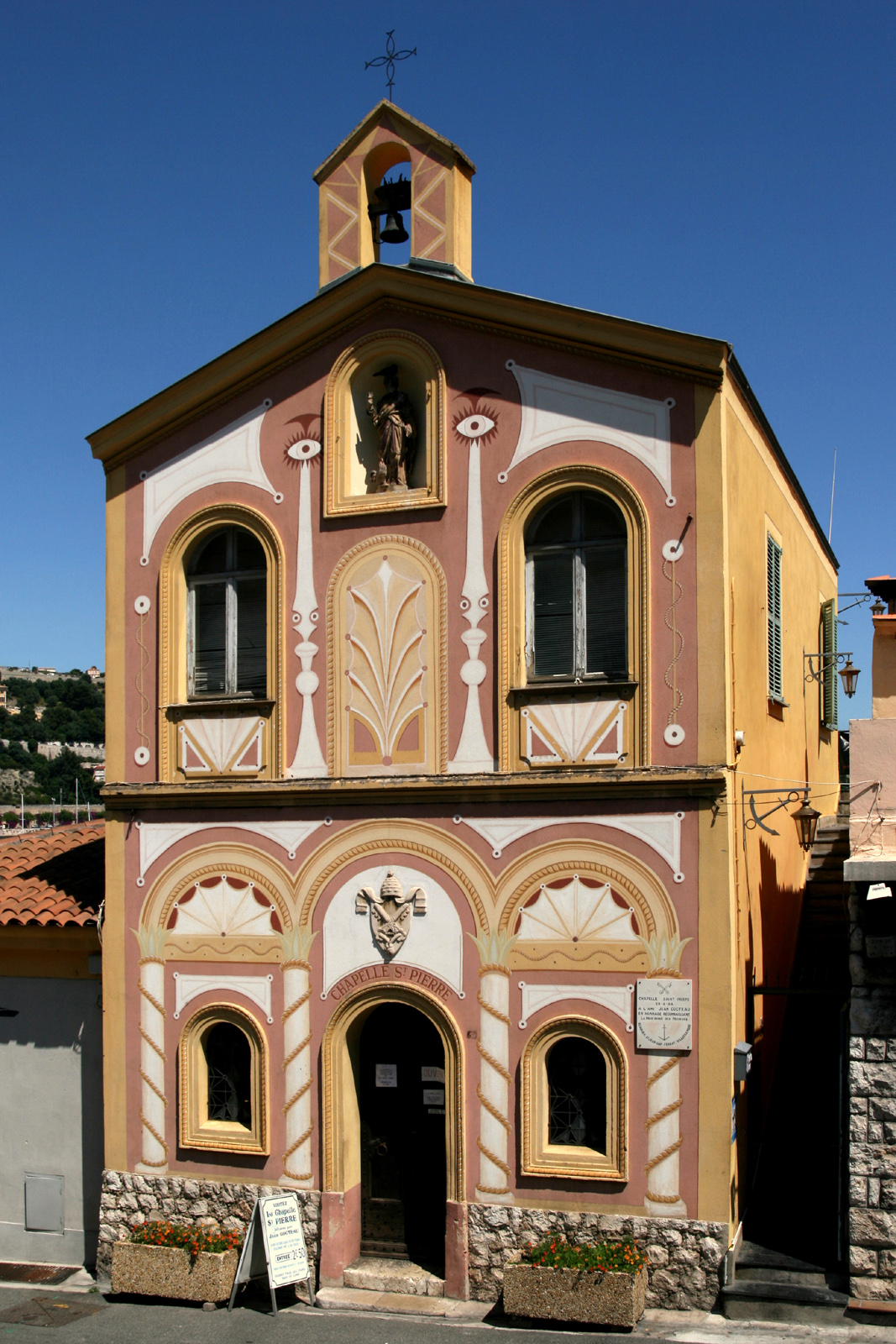
Chapelle Saint-Pierre

Chapelle Saint-Pierre är ett kapell tillägnat fiskare i Villefranche-sur-Mer i Frankrike.
Ursprungligen från 1500-talet fick kapellet utöver sin religiösa betydelse senare en praktisk användning då fiskare använde det för förvaring av sin fångst och utrustning. 1957 utsmyckade Jean Cocteau kapellet med väggmålningar som täcker hela insidan av byggnaden och även delar av fasaden.
Sedan 27 december 1996 är kapellet utsett till ett kulturarvsskyddat Monument historique i Frankrike.